# Distrito electoral de Trenton (condado de Hitchcock, Nebraska)
Trenton (en inglés: Trenton Precinct) es un distrito electoral ubicado en el condado de Hitchcock en el estado estadounidense de Nebraska. En el Censo de 2010 tenía una población de 491 habitantes y una densidad poblacional de 5,31 personas por km².

## Geografía
Trenton se encuentra ubicado en las coordenadas 40°7′53″N 101°2′10″O / 40.13139, -101.03611. Según la Oficina del Censo de los Estados Unidos, Trenton tiene una superficie total de 92.52 km², de la cual 85.27 km² corresponden a tierra firme y (7.84%) 7.25 km² es agua.

## Demografía
Según el censo de 2010, había 491 personas residiendo en Trenton. La densidad de población era de 5,31 hab./km². De los 491 habitantes, Trenton estaba compuesto por el 98.57% blancos, el 0.41% eran afroamericanos, el 0.2% eran amerindios, el 0% eran asiáticos, el 0% eran isleños del Pacífico, el 0.41% eran de otras razas y el 0.41% pertenecían a dos o más razas. Del total de la población el 1.43% eran hispanos o latinos de cualquier raza.